# Dervorguilla av Galloway
Dervorguilla av Galloway, född 1210, död 1290, var en skotsk adelskvinna.  
En krater på Venus har fått sitt namn efter henne. 